# Collage (polnische Band)

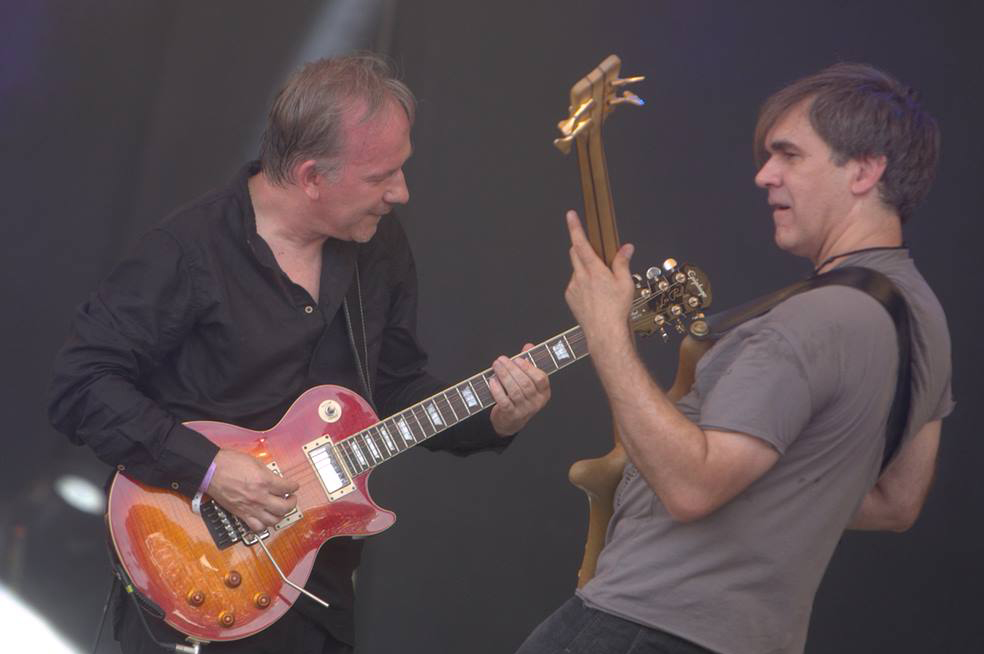
Collage bei einer Performance - Night of the Prog (2014)

Collage ist eine polnische Progressive-Rock-Band, die im Jahr 1984 gegründet wurde.

## Bandgeschichte
Mirosław Gil und Wojciech Szadkowski gründeten die Band 1984 unter dem Namen Blue Island. Mit Przemysław Zawadzki, Jurek Barczuk und Jarek Wajk spielten sie bald erste Konzerte, machten 1985 erste Aufnahmen und änderten den Namen in Collage.
In den folgenden Jahren fanden einige Besetzungswechsel statt; so stießen für das Debütalbum Jacek Korzeniowski und Tomek Różycki für Barczuk und Jarek Majka, der bereits Wajk ersetzt hatte, zur Band. Doch auch diese Besetzung blieb nicht stabil, die beiden Neuzugänge und Zawadzki verließen bereits vor dem 1993er John-Lennon-Coveralbum die Band, Korzeniowski war aber noch als Gastmusiker beteiligt.
Neue Mitglieder wurden nun Robert Amirian, Piotr Witkowski und Krzysztof Palczewski. Mit ihnen wurde Moonshine, heute ein Klassiker des Neo-Prog, eingespielt. Collage veröffentlichten noch eine Kompilation und ein weiteres, weniger erfolgreiches Studioalbum. Ab 1996 ruhten die Aktivitäten der Band, die sich 2003 auflöste. Ein Jahr danach erschien bei Metal Mind Productions noch eine DVD mit Videoclips und Liveaufnahmen aus den 1990ern. Szadkowski, Amirian und Palczewski gründeten schließlich Satellite; Gil, Różycki und Zawadzki gründeten Believe.
Ende 2013 kamen Gil, Witkowski, Palczewski und Szadkowski mit dem neuen Sänger Karol Wróblewski wieder als Collage zusammen, kündigten ein neues Album an und spielten Konzerte. Im Dezember 2022 erschien das Album Over and Out, auf welchem Gastmusiker Steve Rothery ein mehr als 4-minütiges Gitarrensolo beim Lied Man In The Middle spielt.

## Diskografie
- 1990: Baśnie
- 1993: Nine Songs of John Lennon
- 1994: Moonshine
- 1995: Changes (Kompilation)
- 1996: Safe
- 2004: Living in the Moonlight (DVD)
- 2022: Over and Out